# 4522 Britastra
4522 Britastra је астероид главног астероидног појаса. Приближан пречник астероида је 22,01 ,
а средња удаљеност астероида од Сунца износи 2,669 астрономских јединица (АЈ).
Инклинација (нагиб) орбите у односу на раван еклиптике је 12,522 степени, а орбитални период износи 1593,039 дана (4,361 године). Ексцентрицитет орбите астероида износи 0,204.
Апсолутна магнитуда астероида износи 12,10 а геометријски албедо 0,052.
Астероид је откривен 22. јануара 1980. године.